# John Murphy (1786-1841)
Dit overzicht is mogelijk incompleet; u kunt helpen door het uit te breiden.
John Murphy (Columbia, 1786 – Clarke County, 21 september 1841) was een Amerikaans politicus. Hij werd in 1825 benoemd tot gouverneur van Alabama en mocht, net als voorganger Israel Pickens, twee termijnen lang in deze functie blijven.
- Gemeinsame Normdatei: 1175403539
- International Standard Name Identifier: 0000 0000 5274 8820
- Library of Congress Control Number: nr95008438
- SNAC: w6794vs8
- Biographical Directory of the United States Congress: M001097
- Virtual International Authority File: 26951506
- WorldCat: E39PBJw94yPRqwvG8Ytb9DKmVC